# گورگن اوز
گورگن اوز (انگلیسی: Gürgen Öz؛ زادهٔ ۱۰ مهٔ ۱۹۷۸) بازیگر اهل ترکیه است.